# Eurytaenia
Eurytaenia es un género de plantas herbáceas perteneciente a la familia de las apiáceas.Comprende 3 especies descritas y de estas solo 2 aceptadas.

## Taxonomía
El género fue descrito por Torr. & A.Gray y publicado en A Flora of North America: containing . . . 1: 633. 1840. La especie tipo es: Eurytaenia texana Torr. & A.Gray

## Especies
A continuación se brinda un listado de las especies del género Eurytaenia aceptadas hasta julio de 2013, ordenadas alfabéticamente. Para cada una se indica el nombre binomial seguido del autor, abreviado según las convenciones y usos.
- Eurytaenia hinckleyi Mathias & Constance
- Eurytaenia texana Torr. & A.Gray